# Taiping yulan

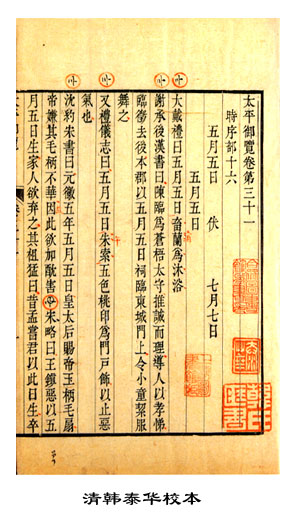
Ausschnitt aus einer Ausgabe des Taiping yulan zur Zeit der Qing-Dynastie.

Taiping yulan (chinesisch 太平御覽 / 太平御览, Pinyin Tàipíng yùlǎn – „Kaiserliche Lektüre der Regierungsperiode Taiping“) ist der Titel eines unter der Leitung des Gelehrten an der chinesischen kaiserlichen Akademie und Finanzministers Li Fang (李昉, 925–996) zusammengestellten leishu, einem westlichen Enzyklopädien vergleichbaren mehrbändigen Kompendium aus der Song-Dynastie. Das Sammelwerk enthält Auszüge aus vielen für die chinesische Kulturgeschichte bedeutenden älteren Quellen und spiegelt den Wissensbestand wider, auf den ein Beamtengelehrter der Song-Zeit zurückgreifen konnte. Seine insgesamt 4.558 Lemmata sind in 55 Abteilungen auf 1.000 Teilbände aufgeteilt.

## Entstehungsgeschichte
Die Entstehungsgeschichte des Taiping yulan ist durch den Kompilator Wang Yinglin (王應麟, 1223–1296) in seinem leishu mit dem Titel Yuhai (玉海 – „Jademeer bzw. Meer von Edelsteinen“) überliefert. Wang Yinglin hatte in seinem Kompendium die Statuten der Song-Dynastie exzerpiert und dabei auch den Bericht über die Entstehung des Taiping yulan übernommen.
Entstanden ist der Taiping yulan in der von 976 bis 997 dauernden Regierungsperiode des unter seinem Tempelnamen Taizong bekannt gewordenen zweiten Herrschers der Song-Dynastie Zhao Guangyi (趙光義, 939–997). Im ersten Jahr seiner Regierungszeit rief Taizong die Regierungsperiode mit dem Titel taiping xingguo (Zeit des großen Friedens und des Aufschwungs des Landes) aus und bestellte nur ein Jahr später eine vierzehnköpfige Kommission unter Leitung von Li Fang zur Erstellung zweier leishu. Für das spätere Taiping yulan legte Taizong einen Umfang von genau 1.000 Teilbänden fest. Die heutige Forschung deutet die Vorgabe, ein Werk mit einem für die damalige Zeit sagenhaften Umfang zu kompilieren, als „ein deutliches Zeichen dafür, dass es dem taizong-Kaiser um eine Demonstration seiner Macht, beziehungsweise um eine Legitimierung seiner Herrschaft ging.“
Bereits im Jahr 983 lieferten die von Li Fang und seinen Mitherausgebern beaufsichtigten Kompilationsteams das fertige Werk bei Hofe ab. Wang Yinglin überliefert die Geschichte, dass der Kaiser den Taiping yulan im Laufe eines Jahres selbst lesen wollte und es sich deshalb zur Aufgabe machte, jeden Tag drei Teilbände zu bewältigen.

## Organisation des Inhalts
Anders als in heutigen chinesischen Wörterbüchern sind die Lemmata des Taiping yulan nicht nach graphischen, sondern nach inhaltlichen Aspekten organisiert. Winter fasst dieses für die meisten leishu zur Anwendung gelangte Prinzip wie folgt zusammen: „Die beschriebenen Dinge werden von grundlegenden Einheiten ausgehend, zusehends feiner verästelt, entsprechend der Auffassung ihrer Position im Kosmos.“ Die im chinesischen Weltbild verankerte Vorstellung von einer natürlich gegebenen Ordnung der Dinge wird damit in den Kapiteln und Unterkapiteln des leishu abgebildet. Dementsprechend sind die Inhalte des Taiping yulan in die drei Sphären Himmel (yang-Prinzip), Erde (yin-Prinzip) und die zwischen beiden befindliche Welt der Menschen gegliedert. Innerhalb dieser Ordnung gelten besondere Regeln: So steht etwa moralisch Hochstehendes vor moralisch Niederstehendem, und positiv bewertetes Handeln steht vor negativ Bewertetem.
Die in insgesamt 55 Abteilungen (lei) des Taiping yulan organisierten 4.558 Lemmata verteilen sich nach Winter zahlenmäßig wie folgt:
| Abteilung | Inhalt                                     | Lemmata |
| --------- | ------------------------------------------ | ------- |
| 1.        | Himmel                                     | 39      |
| 2.        | Jahreszeichen und Kalender                 | 39      |
| 3.        | Erde                                       | 155     |
| 4.        | Kaiser und Könige                          | 223     |
| 5.        | Ungerechte und Gewaltherrscher             | 107     |
| 6.        | Kaiserliche Verwandte                      | 257     |
| 7.        | Provinzen und Präfekturen                  | 20      |
| 8.        | Menschliche Wohnstätten und Elemente davon | 96      |
| 9.        | Feudalismus                                | 29      |
| 10.       | Beamtentitel                               | 414     |
| 11.       | Militärisches                              | 171     |
| 12.       | Menschliches                               | 234     |
| 13.       | Einsiedler und Eremiten                    | 2       |
| 14.       | Verwandtschaftsgrade                       | 25      |
| 15.       | Rituelles                                  | 82      |
| 16.       | Musik                                      | 35      |
| 17.       | Literatur                                  | 64      |
| 18.       | Gelehrsamkeit                              | 28      |
| 19.       | politische Ordnung                         | 10      |
| 20.       | Strafen und Gesetze                        | 46      |
| 21.       | Buddhismus                                 | 10      |
| 22.       | Daoismus                                   | 53      |
| 23.       | Amtssiegel und Insignien                   | 20      |
| 24.       | Formelle Kopfbedeckungen und Kleidung      | 79      |
| 25.       | Kleidung und Gebrauchsgegenstände          | 81      |
| 26.       | Prognostik, Wahrsagerei und Heilkunst      | 25      |
| 27.       | Krankheiten und Seuchen                    | 57      |
| 28.       | Kunstfertigkeiten                          | 35      |
| 29.       | Gefäße, Behältnisse, Werkzeuge             | 106     |
| 30.       | Verschiedene Waren                         | 23      |
| 31.       | Wasserfahrzeuge und deren Elemente         | 27      |
| 32.       | Landfahrzeuge und deren Elemente           | 50      |
| 33.       | Gesandtschaften                            | 1       |
| 34.       | Die Vier Fremdvölker                       | 390     |
| 35.       | Wertvolles                                 | 44      |
| 36.       | Stoffe                                     | 34      |
| 37.       | Landwirtschaft                             | 94      |
| 38.       | Feldfrüchte                                | 15      |
| 39.       | Essen und Trinken                          | 63      |
| 40.       | Feuer                                      | 8       |
| 41.       | Glückverheissende Omina                    | 16      |
| 42.       | Unglückverheissende Omina                  | 83      |
| 43.       | Geister und Gespenster                     | 2       |
| 44.       | Übernatürliches                            | 5       |
| 45.       | Erdgebundene Wildtiere                     | 122     |
| 46.       | Gefiederte Tiere                           | 118     |
| 47.       | Geschuppte Tiere                           | 207     |
| 48.       | Insekten, Spinnen und Reptilien            | 82      |
| 49.       | Baumartige Pflanzen                        | 127     |
| 50.       | Bambusartige Pflanzen                      | 40      |
| 51.       | Fruchttragende Pflanzen                    | 76      |
| 52.       | In der Küche verwendete Pflanzen           | 37      |
| 53.       | Als Räucherwerk verwendete Pflanzen        | 42      |
| 54.       | Heilpflanzen                               | 203     |
| 55.       | Grasartige Pflanzen                        | 107     |

## Überlieferungsgeschichte
Nach seiner Fertigstellung geriet der Taiping yulan zunächst lange Zeit in Vergessenheit. Winter erklärt dies durch die Tatsache, dass dem Werk „durch Wang Yinglins Yu Hai eine qualitativ überlegene Konkurrenz erwachsen war“. Eine Neuauflage erfolgte erst in der Qing-Dynastie, als das Interesse an alten Texten wieder zunahm. Im Westen wurde das Werk bekannt, als der österreichische Orientalist August Pfizmaier (1808–1897) zwischen 1867 und 1875 ausgewählte Kapitel des Taiping yulan ganz oder in Teilen übersetzte. Im Jahr 1934 veröffentlichte das renommierte Harvard-Yenching Institute einen ausführlichen Index zum Werk. Zuletzt erschien 1960 im chinesischen Verlag Zhonghua shuju in Peking die Reproduktion eines Druckes aus der Song-Zeit.